# (30798) Graubünden
(30798) Graubünden – planetoida z pasa głównego asteroid okrążająca Słońce w ciągu 4 lat i 167 dni w średniej odległości 2,71 j.a. Została odkryta 2 lutego 1989 roku w Obserwatorium Karla Schwarzschilda w Tautenburgu przez Freimuta Börngena. Nazwa planetoidy pochodzi od Gryzonii (niem. Graubünden, fr. Grisons, wł. Grigioni oraz retorom. Grishun), największego kantonu w Szwajcarii. Przed jej nadaniem planetoida nosiła oznaczenie tymczasowe (30798) 1989 CR5.